# Liste der Kulturdenkmäler in Güllesheim
In der Liste der Kulturdenkmäler in Güllesheim sind alle Kulturdenkmäler der rheinland-pfälzischen Gemeinde Güllesheim aufgelistet. Grundlage ist die Denkmalliste des Landes Rheinland-Pfalz (Stand: 4. Mai 2023).

## Einzeldenkmäler
| Bezeichnung | Lage                 | Baujahr         | Beschreibung                                                                                     | Bild            |
| ----------- | -------------------- | --------------- | ------------------------------------------------------------------------------------------------ | --------------- |
| Quereinhaus | Lindenstraße 15 Lage | um 1700         | zweizoniger Wohnteil eines Fachwerk-Quereinhauses, teilweise massiv und verkleidet, wohl um 1700 | Fotos hochladen |
| Wohnhaus    | Talweg 15 Lage       | 18. Jahrhundert | Fachwerkhaus, 18. Jahrhundert                                                                    | Fotos hochladen |